# Ekrem Dumanlı
Ekrem Dumanlı (* 1964 in Yozgat) ist ein türkischer Journalist und ehemaliger Chefredakteur der Tageszeitung Zaman.

## Leben
Dumanlı wurde als 16-Jähriger beim Militärputsch am 12. September 1980 festgenommen, war ein Jahr in Haft und wurde danach freigesprochen. 1987 absolvierte er an der İstanbul Üniversitesi ein Studium der Türkischen Sprache und Literatur. 1993 arbeitete er bei der Tageszeitung Zaman im Kulturteil. Später wurde er Editor der Abteilung und danach Redaktionskoordinator. Sein Drama Son Duruşma von 1997 wurde an der İstanbul Dünya Sahnesi aufgeführt. 1997 reiste er in die USA und machte seinen Masterabschluss am Emerson College in Boston. Mit seiner Rückkehr in die Türkei 2001 wurde er Chefredakteur von Zaman.
Dumanlı ist Mitglied im türkischen Presserat (Basın Konseyi Yüksek Kurulu) und in der World Association of Newspapers. Er unterrichtet an der Fatih Üniversitesi in Istanbul, die (ebenso wie Zaman) der Gülen-Bewegung zugerechnet wird.
Ende 2014 wurde er bei einer Ermittlung gegen die sogenannten Tahşiyeciler vorläufig festgenommen und vernommen und anschließend wieder freigelassen. Im Oktober 2015 trat er aus gesundheitlichen Gründen als Chefredakteur der Zaman zurück.

## Werke
- Son Duruşma, Drama, 1997
- 28 Şubat Gölgesinde Amerika, 2003
- Medya (Media), 2003
- Haber Kılavuzu - Gazetecinin El Kitabı, 2003
- Kronik Gündemlere Pratik Çözümler, 2007
- Üç Mesele: İktidar Medya Ergenekon, 2007/2008
- Anlık Hikâyeler, 2009